# Nasutitermes corniger
Nasutitermes corniger är en termitart som först beskrevs av Victor Ivanovitsch Motschulsky 1855.  Nasutitermes corniger ingår i släktet Nasutitermes och familjen Termitidae. Inga underarter finns listade i Catalogue of Life.